# Saša Lukić
Aleksandar "Saša" Lukić (Servisch: Саша Лукић) (Šabac, 13 augustus 1996) is een Servisch voetballer die doorgaans als centrale middenvelder speelt. Hij verruilde Torino in januari 2023 voor Fulham. Lukić debuteerde in 2018 in het Servisch voetbalelftal.

## Clubcarrière
Lukić speelde in de jeugd voor Savacium en werd in 2009 opgenomen in de jeugd van FK Partizan. Dat verhuurde hem tijdens het seizoen 2013/14 aan FK Teleoptik, waarvoor hij zijn debuut in het profvoetbal maakte. Hij scoorde dat jaar drie keer in 23 competitieduels in de Prva Liga. Lukić  debuteerde op 16 mei 2015 in het shirt van Partizan, in de Superliga. Zijn eerste competitiedoelpunt volgde op 8 december 2015 tegen Spartak Subotica.
Na één vol seizoen bij Partizan verhuisde Lukić in juli 2016 naar Torino. Hier overtuigde hij trainer Siniša Mihajlović niet genoeg om hem in de basis te zetten. Torino verhuurde hem na een eerste jaar met weinig speeltijd daarom gedurende 2017/18 aan Levante. Toen hij terugkeerde was Walter Mazzarri inmiddels coach bij de Italiaanse club. Vanaf dat moment kreeg hij meer en meer speeltijd bij Torino en in 2021/22 stond hij onder coach Ivan Jurić vrijwel elke speelronde in de basis.
Torino accepteerde in januari 2023 een bod van bijna 10 miljoen euro op Lukić afkomstig van Fulham, waarna hij Torino na 5,5 jaar verliet.

## Clubstatistieken
| Seizoen     | Club           | Competitie       | Competitie | Competitie | Beker | Beker | Internationaal | Internationaal | Totaal | Totaal |
| Seizoen     | Club           | Competitie       | Wed.       | Dlp.       | Wed.  | Dlp.  | Wed.           | Dlp.           | Wed.   | Dlp.   |
| ----------- | -------------- | ---------------- | ---------- | ---------- | ----- | ----- | -------------- | -------------- | ------ | ------ |
| 2013/14     | FK Partizan    | Superliga        | –          | –          | –     | –     | –              | –              | 0      | 0      |
| 2013/14     | → FK Teleoptik | Prva Liga        | 23         | 3          | 0     | 0     | –              | –              | 23     | 3      |
| 2014/15     | FK Partizan    | Superliga        | 2          | 0          | 0     | 0     | –              | –              | 2      | 0      |
| 2015/16     | FK Partizan    | Superliga        | 25         | 2          | 3     | 0     | 3              | 0              | 31     | 2      |
| 2016/17     | Torino         | Serie A          | 14         | 0          | 1     | 0     | –              | –              | 15     | 0      |
| 2017/18     | Torino         | Serie A          | 0          | 0          | 1     | 0     | –              | –              | 1      | 0      |
| 2017/18     | → Levante      | Primera División | 16         | 0          | 2     | 0     | –              | –              | 18     | 0      |
| 2018/19     | Torino         | Serie A          | 24         | 2          | 3     | 0     | –              | –              | 27     | 2      |
| 2019/20     | Torino         | Serie A          | 30         | 1          | 2     | 0     | 4              | 0              | 36     | 1      |
| 2020/21     | Torino         | Serie A          | 32         | 3          | 2     | 0     | –              | –              | 34     | 3      |
| 2021/22     | Torino         | Serie A          | 35         | 5          | 1     | 0     | –              | –              | 36     | 5      |
| 2022/23     | Torino         | Serie A          | 16         | 2          | 3     | 1     | –              | –              | 19     | 3      |
| 2022/23     | Fulham         | Premier League   | 12         | 0          | 1     | 0     | –              | –              | 13     | 0      |
| Club totaal | Club totaal    | Club totaal      | 229        | 18         | 19    | 1     | 7              | 0              | 255    | 19     |

Bijgewerkt t/m 26 juli 2023

## Interlandcarrière
Lukić maakte deel uit van verschillende Servische nationale jeugdselecties. Hij nam met Servië –21 deel aan zowel het EK –21 van 2017 als het EK –21 van 2019. Lukić maakte op 7 september 2018 zijn debuut in het Servisch voetbalelftal. Hij deed toen acht minuten mee in een met 0–1 gewonnen wedstrijd in de UEFA Nations League in en tegen Litouwen. Bondscoach Dragan Stojković nam hem vier jaar later mee naar het WK 2022, zijn eerste eindtoernooi. Hierop stond hij in alle drie de wedstrijden van de Serviërs in de basis.

## Erelijst
| Kampioen Superliga | 1x | 2014/15 |
| Beker van Servië   | 1x | 2015/16 |